# Dédékpoé
Dédékpoé è un arrondissement del Benin situato nella città di Athiémé (dipartimento di Mono) con 3.502 abitanti (dato 2006).